# لئوناردو کورته‌سه
لئوناردو کورته‌سه (ایتالیایی: Leonardo Cortese؛ ‏ ۲۴ مهٔ ۱۹۱۶ – ۳۱ اکتبر ۱۹۸۴) کارگردان، بازیگر و فیلم‌نامه‌نویس اهل ایتالیا بود.
از فیلم‌هایی که وی در آن نقش داشته است، می‌توان به کنت آکوئیلا، بیوه، نخستین عشق، شهبانوی ناوارا و ترانه بهار اشاره کرد.